# Museo Loreto Grande
Il Museo Loreto Grande è uno spazio museale dedicato alla storia, alle tradizioni locali e alla natura situato a Villavallelonga (AQ), in Abruzzo. Dal 15 agosto 2021 è stato ufficialmente intitolato al botanico e naturalista italiano Loreto Grande.

## Struttura
La sede del museo si trova in località Fonte Vecchia a Villavallelonga, comune marsicano situato a oltre 1000 m s.l.m. sul versante meridionale della Vallelonga, in Abruzzo. 
La struttura, collocata a circa 300 metri dalla sede municipale, ha ospitato il centro visita del parco nazionale d'Abruzzo, Lazio e Molise e, dedicata all'orso bruno marsicano, è stata gestita dal 2009, anno della sua riapertura, dalla società cooperativa Sherpa di Avezzano.
Il 15 agosto 2021 il comune di Villavallelonga ha preso in gestione il museo, dopo aver rivisitato l'offerta museale e realizzato, su progetto di Rosa Ferrari, gli arredi attraverso l'utilizzo di materiali ecosostenibili, come il cartone riciclato e le fibre di mais. Il museo è stato così intitolato ufficialmente al botanico Loreto Grande, originario del luogo; oltre a mantenere la tipologia naturalistica, spazia nella storia e nelle tradizioni locali.
L'ampia esposizione e le aree faunistiche permettono anche lo sviluppo di programmi di educazione ambientale, rivolti in particolare alle istituzioni scolastiche e ai gruppi scout.

## Allestimenti
All'interno dell'area museale sono conservati i documenti di carattere storico e vari materiali relativi agli usi e alle tradizioni locali, come i vestiti antichi e le cosiddette "maschere brutte", indossate durante la processione nel giorno in cui viene festeggiato sant'Antonio abate.
Oltre ad alcuni esemplari di animali imbalsamati, sono presenti materiali illustrativi, diorami, pannelli informativi, alcuni calchi delle orme dell'orso bruno marsicano, foto della flora e della fauna locale, l'erbario con le piante erbacee essiccate e la postazione per video 3D inaugurata nel 2014. Un percorso educativo è stato allestito per permettere ai bambini di conoscere e capire le abitudini e il modo di vivere dell'orso e degli altri animali che popolano il territorio della Vallelonga.
Il sentiero-natura conduce ai margini delle aree faunistiche da dove è possibile osservare, tenuti in stato di semilibertà per motivi di sicurezza o perché feriti, orsi e cervi. In passato due tra i più noti orsi marsicani, Yoga e Sandrino, quest'ultimo così chiamato nel 1982 in omaggio all'allora presidente della Repubblica Italiana Sandro Pertini, sono stati ospitati nell'area faunistica.